# Fernando Falcão Pacheco Mena
Fernando Falcão Pacheco Mena GOA • GCA foi um administrador colonial português.

## Biografia
Foi feito Grande-Oficial da Ordem Militar de Avis a 5 de Outubro de 1935.
Exerceu o cargo de Encarregado do Governo da Colónia de Angola em 1947, tendo sido antecedido por Vasco Lopes Alves e sucedido por José Agapito da Silva Carvalho.
Foi elevado a Grã-Cruz da Ordem Militar de Avis a 15 de Abril de 1950.